# Hornstedtia scottiana
Hornstedtia scottiana är en enhjärtbladig växtart som först beskrevs av Ferdinand von Mueller, och fick sitt nu gällande namn av Karl Moritz Schumann. Hornstedtia scottiana ingår i släktet Hornstedtia och familjen Zingiberaceae. Inga underarter finns listade i Catalogue of Life.